# Katapult

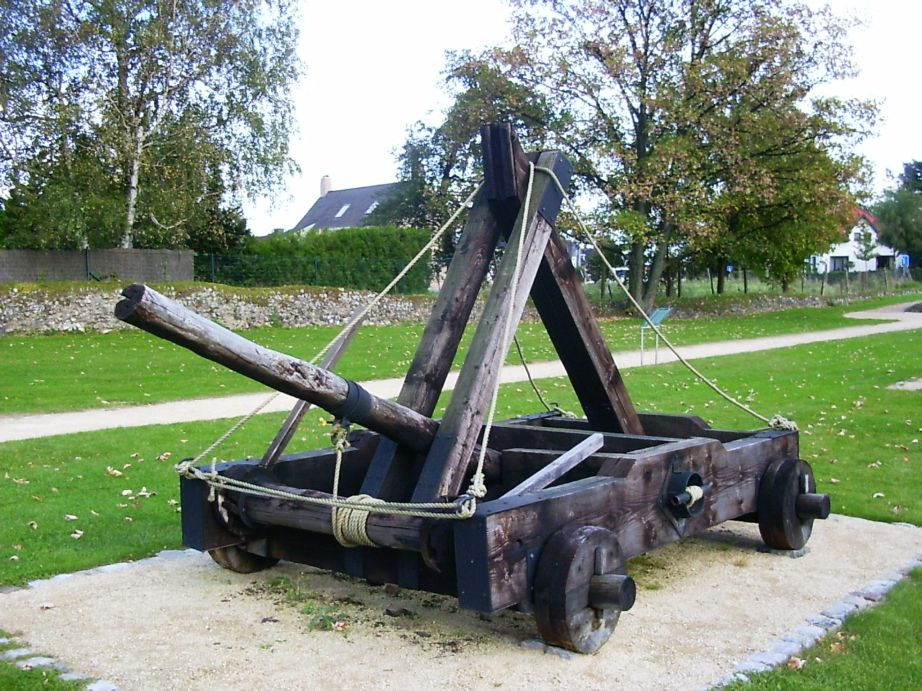
Onager, een Romeinse steenwerpende katapult

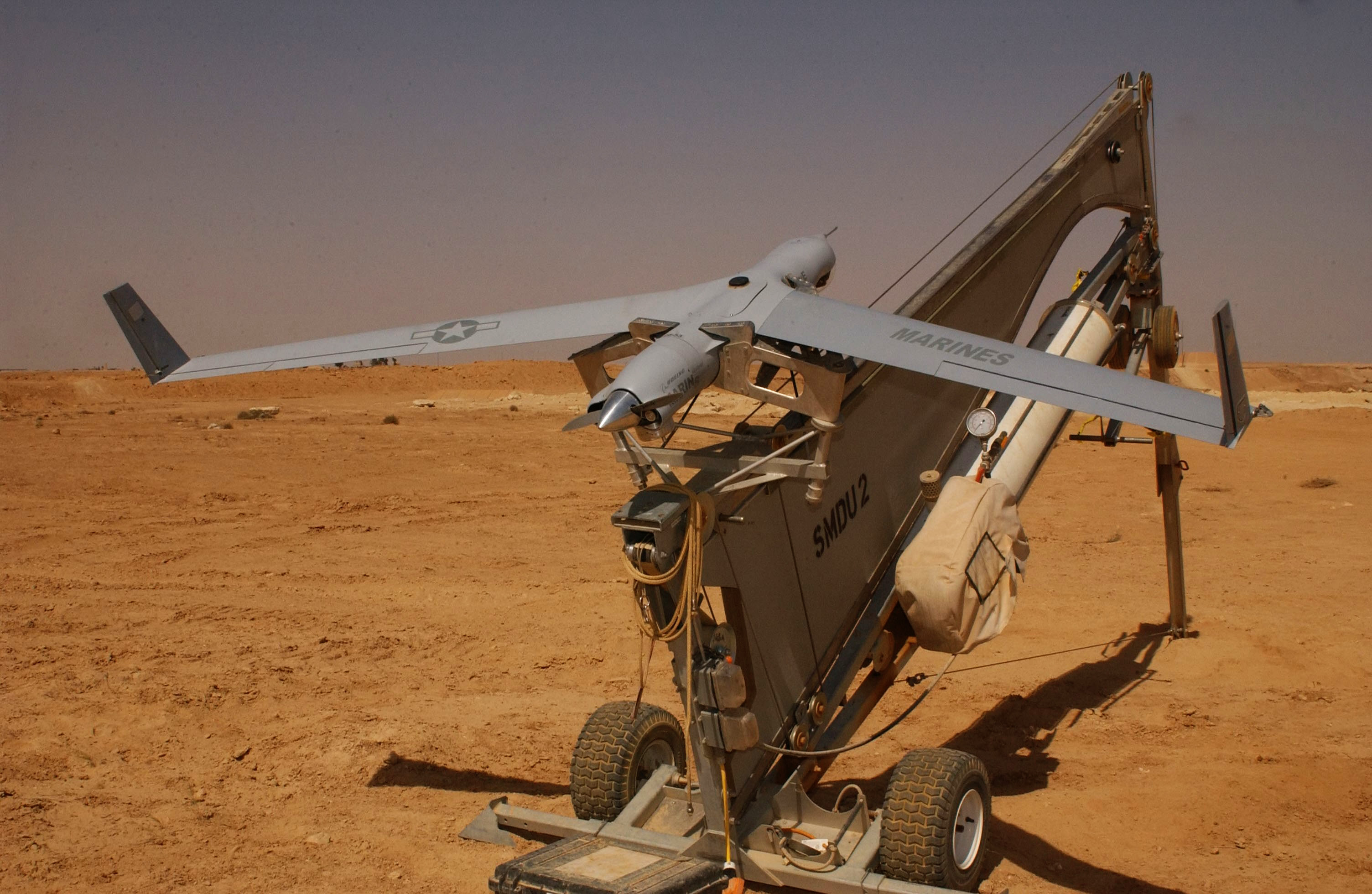
Boeing ScanEagle op railkatapult; een moderne toepassing van de katapult

De katapult is een artilleriewapen uit de oudheid dat gebruikmaakt van mechanische energie om projectielen weg te schieten. De katapult werd in de 5e eeuw v.Chr. uitgevonden in het oude Griekenland of Magna Graecia.
Er bestaan verschillende soorten katapulten, die in twee hoofdgroepen te verdelen zijn: het eenarmige krombaangeschut slingert het projectiel in een hoge boogbaan en het tweearmige vlakbaangeschut schiet de projectielen in een relatief vlakke baan weg. De eerste katapulten waren op de handboog gebaseerde spanboogkatapulten. Deze werden in de 4e eeuw v.Chr. opgevolgd door de krachtigere torsiekatapulten en slingerarmkatapulten.
Katapulten schieten meestal speren, pijlen, stenen of metalen kogels af, maar soms werden ook vuurpotten als projectiel gebruikt; deze bestonden uit gloeiende kolen, salpeter, zwavel en andere brandbare bestanddelen. Vanaf de vroege middeleeuwen werd ook Grieks vuur gebruikt. Soms werden ook kadavers (om ziekten over te brengen) of krijgsgevangenen (ter demoralisatie) naar de vijand geslingerd.
Katapulten werden vanaf de 12e eeuw in China en vanaf de 14e eeuw in Europa meer en meer vervangen door vuurwapens. Sinds de 16e eeuw hebben kanonnen en mortieren de katapult als artilleriewapen geheel vervangen. Pneumatische en stoomkatapulten worden soms nog wel gebruikt bij het lanceren van vliegtuigen.

## Geschiedenis
Belegeringswapens bestonden in de klassieke oudheid al. Athenaeus en Vitruvius meenden dat de Feniciërs de stormram hadden bedacht en Plinius dacht dat zij de katapult hadden uitgevonden. Hoewel deze beweringen niet kloppen is het niet verwonderlijk dat zij deze wapens aan de Feniciërs toeschreven, want in de oudheid hadden de Feniciërs de reputatie belegeringsspecialisten te zijn. In de 8e eeuw v.Chr. zou koning Uzzia volgens het boek Kronieken al katapulten op de muren van Jeruzalem hebben laten plaatsen. Deze bewering is echter twijfelachtig; omdat dit boek waarschijnlijk pas tussen 350-300 v.Chr. werd geschreven is deze zin vermoedelijk in de 4e eeuw v.Chr. toegevoegd. Volgens Jaïnateksten zou koning Ajatasattu van het Magadha-rijk in Zuid-Azië in de 5e eeuw v.Chr. in zijn strijd tegen de Licchavi een steenwerpende katapult hebben ingezet, maar ook deze vroege vermelding van een katapult is vrijwel zeker een anachronisme.

### Spangeschut

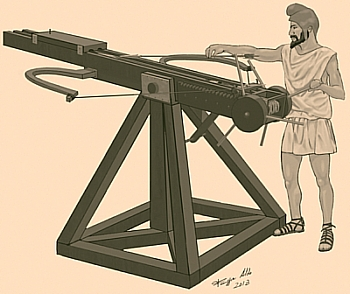
Gastraphetes met ratelspanner en windas

De eerste katapulten bestonden uit spangeschut; op de handboog gebaseerde artilleriewapens die hun schietenergie halen uit de spanning van de boogarm. De eerste katapulten werden kort voor het jaar 421 v.Chr. in Griekenland of de Griekse kolonies in Italië en Sicilië uitgevonden. Genoemd worden in dit verband de ingenieurs van Dionysios I van Syracuse. Dit waren gastraphetai, in feite grote kruisbogen met composietboog op een houten onderstel. Artilleriewapens werden in de oudheid voornamelijk gebruikt ter verdediging  van steden en legerkampen. Vrijwel elke versterkte Griekse en Romeinse stad bezat een aantal katapulten. Bij een belegering moesten deze in de steden worden opgehaald. Ze werden gedemonteerd per kar of schip vervoerd. Tot de uitvinding van de carroballista, die voor het eerst gebruikt werd in de Eerste Dacische Oorlog, bezaten de Grieken en Romeinen geen mobiele katapulten. Vanwege de benodigde uitlaad- en opbouwtijd konden katapulten voor de uitvinding van de carroballista in ongeregelde gevechten niet gebruikt worden. Katapulten werden daarom voornamelijk gebruikt bij belegeringen, maar ook wel in geregelde veldslagen waarbij een goed verdedigbare plek voor de artillerie kon worden gekozen.
Volgens de Griekse historicus Diodoros van Sicilië kocht tiran Dionysios I van Syracuse rond 400 v.Chr. wapenexperts weg bij de Grieken, Romeinen en Carthagers om voor hem nieuwe wapens te ontwikkelen. Deze ontwikkelden voor hem de katapeltikon, een pijlenschietende katapult. De katapeltikon was waarschijnlijk een variatie op de gastraphetes. Deze op een houten voet gemonteerde katapulten werden tijdens het beleg van Motya in 398 v.Chr. door Dionysios op diens quinqueremen en op het schiereiland voor Motya geplaatst. Vanaf hier richtten de katapulten een grote slachting aan onder de soldaten van de ontzettingsvloot van de Carthaagse generaal Himilco, die zich uiteindelijk moest terugtrekken. Het was de eerste keer in de geschiedenis dat artillerie een doorslaggevende rol in een militaire confrontatie had gespeeld. In Griekenland werd rond 375 v.Chr. de oxybeles "pijlschieter" uitgevonden. Deze grote composietboog op een houten onderstel leek uiterlijk veel op de gastraphetes, maar het spansysteem werkte anders. De boogpees werd niet met een ratelsysteem maar met een lier naar achter getrokken. Behalve speren en pijlen kon dit boogwapen ook stenen afschieten. In 353 v.Chr. tijdens de Derde Heilige Oorlog wist de Phocische generaal Onomarchus de falanx van Philippus II van Macedonië te verslaan met steenwerpende artilleriewapens, waarschijnlijk oxybelai. Dit was het eerste gedocumenteerde gebruik van veldartillerie ter ondersteuning van de infanterie in de geschiedenis. Meteen na zijn nederlaag begon Philippus met het opnemen van artillerie in zijn legerorganisatie. Spanboogkatapulten en waarschijnlijk ook torsiekatapulten werden door Philippus' zoon Alexander de Grote gebruikt tijdens zijn beroemde veroveringstochten in Azië en Afrika. Tijdens het beleg van Pelion (Illyrië) in 335 v.Chr. gebruikte Alexander bij het verplaatsen van zijn legerkamp naar de andere kant van de rivier Eordaicus zijn katapulten en boogschutters om dekkingsvuur te geven aan zijn overstekende leger. In 329 v.Chr. zette hij zijn artillerie voor hetzelfde doel in bij de oversteek van de Jaxartes in Sogdië. Na de uitvinding van torsiegeschut verdrong dit het minder krachtige spangeschut vrij snel; de laatste oxybelai werden kort na 315 v.Chr. in Thessaloniki gebouwd door Isidorus van Abydos.
In het oude China ontwikkelde men in de 4e eeuw v.Chr. de zware belegeringskruisboog Jiaoche-Nu. Kort na het begin van onze jaartelling werd deze opgevolgd door de tweebogige Shoushe-Nu en de Chuangzi-Nu, voluit Sangong Chuangzi-Nu (vrij vertaald "driebogige kruisboog met onderliggend bed"),  een zware kruisboog met drie composietbogen op een houten onderstel. De boogpees uit één stuk liep met kleine bronzen katrollen over alle drie de bogen.

### Torsiegeschut

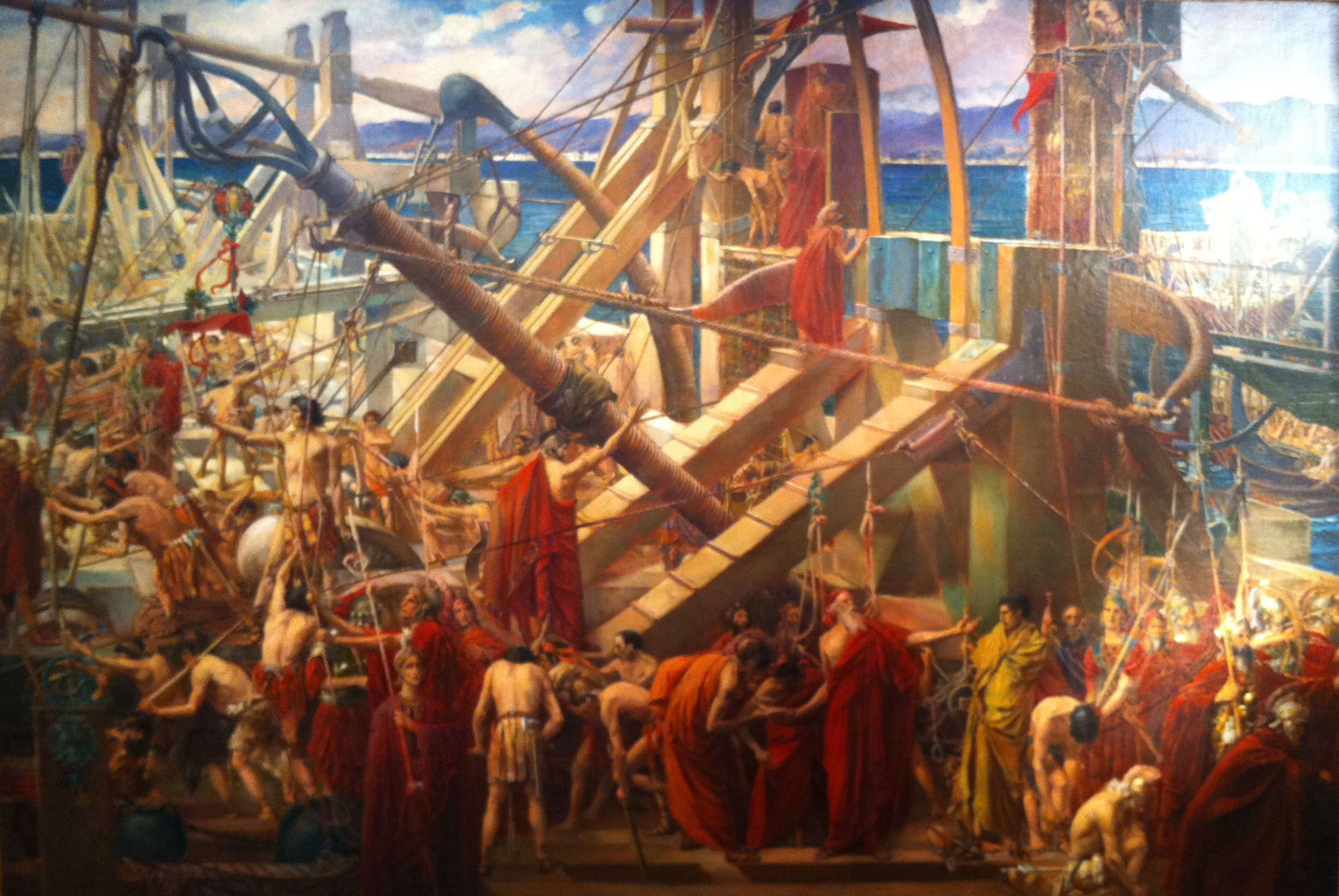
Verdediging van Syracuse door de katapulten van Archimedes

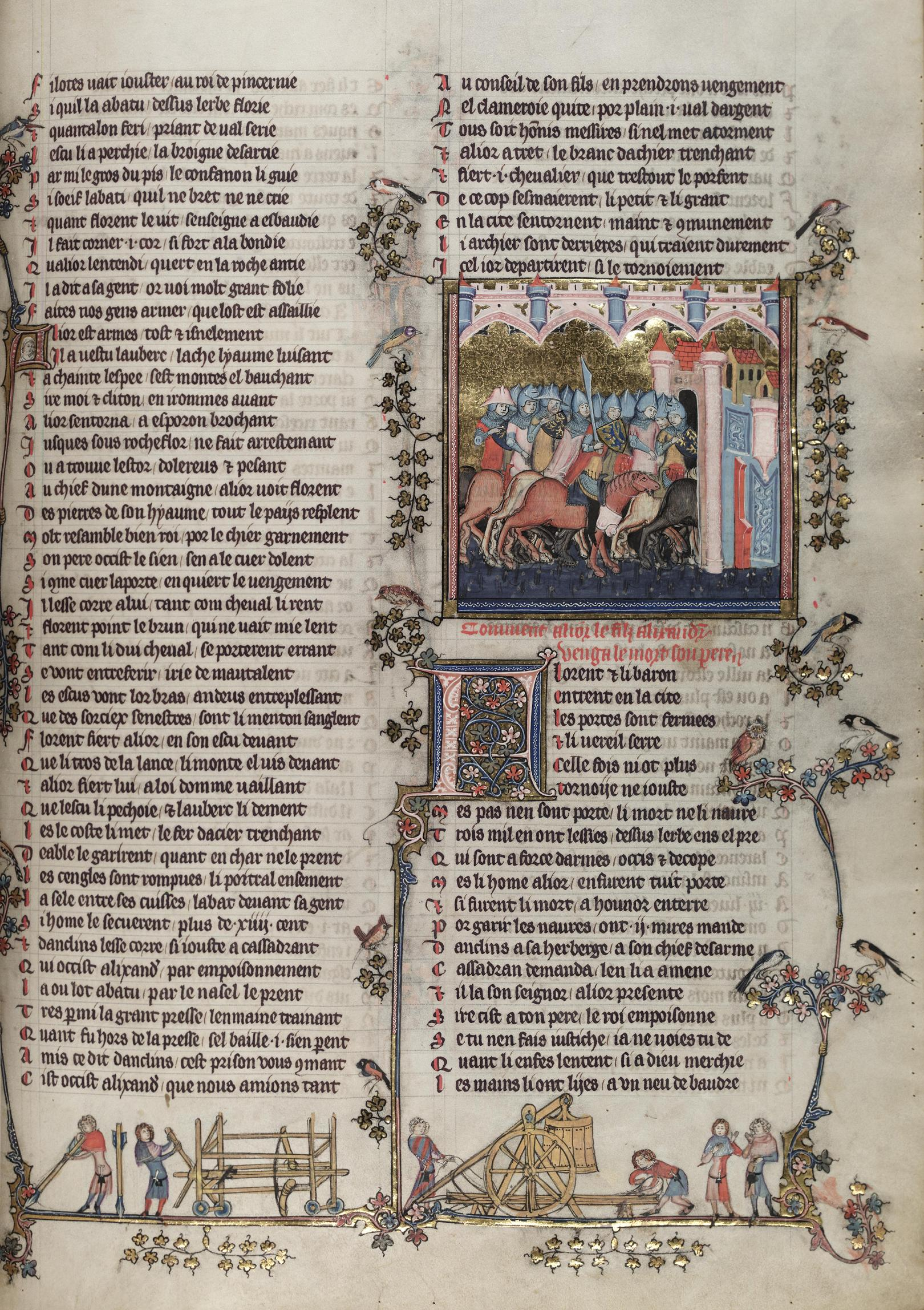
Springald en trebuchet in Roman d'Alexandre (14e eeuw)

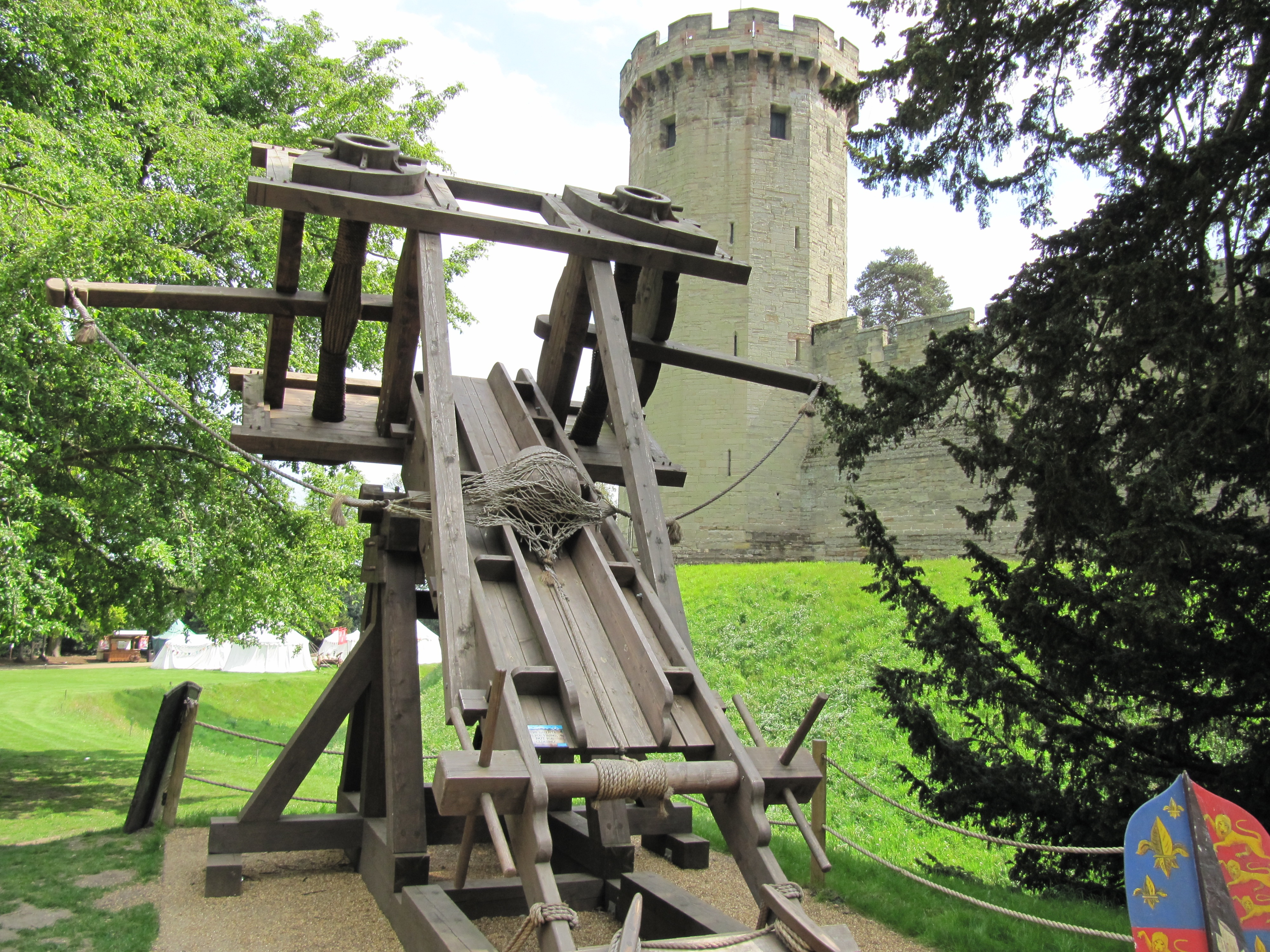
Replica van een ballista bij Warwick Castle

Dankzij de overgeleverde kennis van Griekse wetenschappers als Pythagoras en de ideeën van Archimedes werden in de eeuwen voor het begin van onze jaartelling in de Griekse gebieden technisch zeer vooruitstrevende belegeringswapens ontwikkeld. Polyidus van Thessalië en zijn leerlingen Diades en Charias ontwikkelden voor Philippus II van Macedonië en zijn zoon Alexander de Grote allerlei belegeringsmachines, waaronder de helepolis ("innemer van steden"), een gigantische gepantserde belegeringstoren op wielen met 20 ingebouwde katapulten. Rond 340 v.Chr. ontwikkelden de Macedoniërs of Grieken de eerste katapulten met torsieveren. Torsiekatapulten halen hun schietenergie uit het torsiemoment dat optreedt bij het in elkaar draaien van pezenbundels en de hierbij optredende elastische deformatie van het spanraam. De torsieveren werden gemaakt van strak opgedraaide windingen van pezen, meestal bestaande uit dierenpezen, maar ook wel uit darmen en paarden- of vrouwenharen. Om de pezen tegen weer en wind te beschermen werden deze in olie gedrenkt. De torsieveren en spanramen van torsiewapens waren erg gevoelig voor vocht en hadden veel specialistisch onderhoud nodig. Er waren deskundigen nodig om de wapens goed af te stellen en van de kwetsbare torsiepezen moest altijd een voorraad worden aangehouden. Bovendien was het erg moeilijk om van de korte dierenpezen lange pezen voor de torsieveren te maken.
De houten boogarm van de torsiekatapult wordt door de peeswindingen gestoken en als de arm dan naar achter wordt getrokken brengt het torsiemoment van de getordeerde pezen de katapultarm op spanning. Vroege torsiekatapulten waren de monankon, euthytone en palintone. Tijdens het beleg van Tyrus in 332 v.Chr. gebruikte Alexander de Grote op schepen gemonteerde katapulten om met veel succes wespennesten en manden met gifslangen op vijandige schepen te slingeren. Ptolemeus I wist in 306 v.Chr. met op schepen gemonteerde katapulten de invasie van Egypte door Antigonus te voorkomen. Ktesibios van Alexandrië experimenteerde in de 3e eeuw v.Chr. met pneumatisch geschut en katapulten met metalen veren. Omdat in die tijd de kwaliteit van de luchtafdichtingen en het verenstaal nog niet goed genoeg waren had hij hiermee weinig succes. Tijdens het beleg van Syracuse (214-212 v.Chr.) door het leger van de Romeinse Republiek wist de Griekse stad dankzij een groot aantal vernuftige verdedigingswapens van Archimedes de Romeinen jarenlang op afstand te houden. Naast de klauw van Archimedes, een soort hijskraan, waren dit voornamelijk torsiekatapulten in allerlei varianten. Tijdens de Tweede Macedonische Oorlog wist Philippus V van Macedonië in het smalle dal van de Aous de Romeinse troepen onder Flamininus met artillerie succesvol tegen te houden. Pas nadat Flamininus met een lange omtrekkende beweging door de bergen Philippus in de flank en rug aan kon vallen moest deze zich terugtrekken.
De Romeinen namen de Griekse ontwerpen over, maar tot in de late republiek was de rol van artillerie in het Romeins leger zeer beperkt. Pas ten tijde van Julius Caesar begon artillerie een belangrijke plaats in het leger in te nemen. Tijdens de eerste Romeinse expeditie naar Britannia in 55 v.Chr. gebruikte Caesar katapulten om de vijand van het strand te verjagen. Caesar zette ook katapulten in tijdens het beleg van Alesia in 52 v.Chr. en tegen de Bellovaci in 51 v.Chr. In 49 v.Chr. tijdens het beleg van Brundisium wist Pompeius te voorkomen dat Caesar de haven afsloot door diens troepen onder vuur te nemen met op koopvaarders gemonteerde katapulten. Datzelfde jaar tijdens het beleg van Massilia zette Massilia vissersboten met katapulten in om de oorlogsschepen van Decimus Brutus te beschieten. Vermeldenswaard is het gebruik van katapulten in de slag bij Naulochus (36 v.Chr.), waar Agrippa een 5 cubits pijl met enterhaak afschoot om hiermee als een soort harpoen vijandige schepen binnen te halen. In de tijd van keizer Augustus was artillerie volledig in het Romeins leger geïntegreerd: Germanicus maakte tijdens zijn veldtochten in Germania veelvuldig gebruik van artillerie, onder andere tegen de Chatten en Cherusken. Uit deze tijd stamt ook het armamentarium, het grote keizerlijke arsenaal in Rome, dat zich in het Castra Praetoria bevond en waarin naast handwapens ook katapulten en reserveonderdelen van belegeringswapens waren opgeslagen. De belangrijkste Romeinse katapulten waren de steen- en pijlwerpende ballista en steenwerpende onager. In de Joodse oorlog zette Vespasianus tijdens het beleg van Jotapata in het jaar 67 maar liefst 160 katapulten in. Onder dit artilleriegeweld werden de Joodse verdedigers niet alleen van de stadsmuren verdreven maar ook van de gronden achter de muren.
Kort voor het begin van onze jaartelling bouwden de Romeinen een compactere versie van de ballista; dit was de scorpio, die in De architectura ("Over architectuur", circa 15 v.Chr.) door de Romeinse ingenieur Vitruvius gedetailleerd werd beschreven. De scorpio was zeer krachtig en accuraat, maar was vanwege het massieve spanraam met slechts een klein pijlgat moeilijk te richten. In de 1e eeuw beschreef Heron van Alexandrië in zijn Belopoeica ("oorlogsmachines") de cheiroballistra of manuballista; een vrijwel geheel uit metaal bestaande nog compactere versie van de scorpio. Vanwege de metalen onderdelen, die veel dunner kunnen zijn dan even sterke houten onderdelen, had de schutter een groot zichtveld en kon hij gemakkelijker richten. In de tijd van Trajanus zou dit de standaardballista in de Romeinse legioenen worden.
Na de ondergang van het West-Romeinse Rijk in 476 verdwenen de technisch hoogstaande torsiewapens grotendeels uit Europa. In het Byzantijnse Rijk (springald) en het Midden-Oosten (ziyar) bleven torsiewapens tot het einde van de middeleeuwen in gebruik.
In Europa werd in de middeleeuwen voornamelijk weer het eenvoudigere spangeschut gebruikt, zoals de arcuballista, een grote kruisboog op een houten onderstel. Een ander middeleeuws boogwapen was de lepelblijde, een groot boogwapen met een arm met een grote lepelvormige houder waarmee meerdere projectielen tegelijk konden worden weggeschoten. De boog werd met behulp van een windas op spanning getrokken. De laatste jaren wordt echter betwijfeld of dit wapen in de middeleeuwen ooit is gebruikt. Moderne reconstructies bleken namelijk bijzonder ineffectief. Mogelijk bleef de relatief eenvoudig opgebouwde onager in de middeleeuwen in gebruik en werd deze lepelblijde genoemd. In de hoge middeleeuwen werd vanuit het oosten de slingerarmkatapult in Europa geïntroduceerd. De in de 15e eeuw beschreven einarm met bladveren is vrijwel zeker nooit gebouwd. Op het einde van de 15e eeuw beschreef Leonardo da Vinci nog een aantal spanboogkatapulten, waaronder een boogkatapult, dubbelschots katapult en een zeer grote belegeringskruisboog.

### Slingerarmgeschut

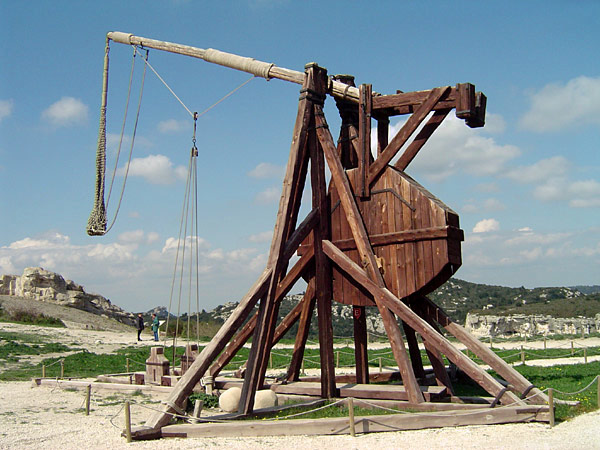
Trebuchet

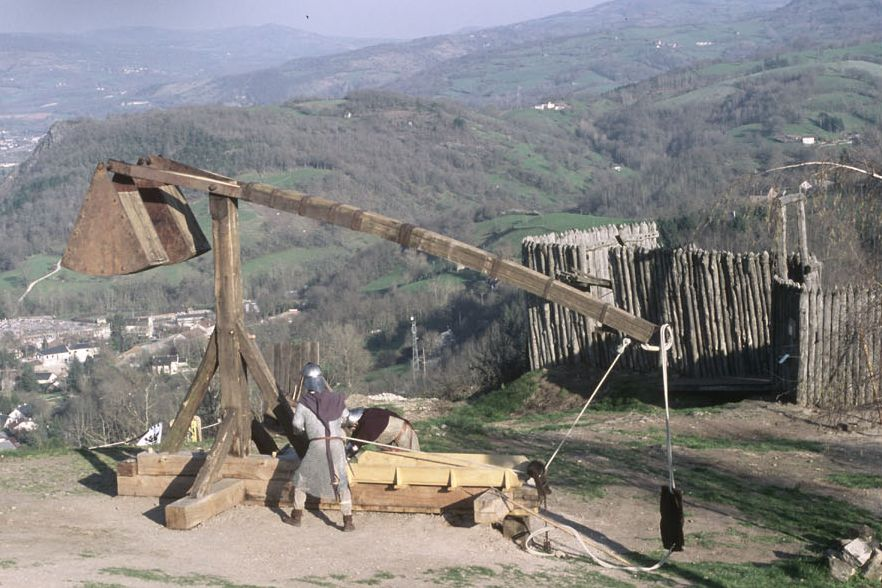
Couillard bij kasteel Calmont d'Olt in Espalion

De slingerarm of slingerblijde is gebaseerd op de stafslinger (Latijn: fustibalus), die weer is gebaseerd op het oeroude projectiel-handwapen de slinger. Slingerarmen werken volgens het hefboomprincipe; een grote kracht in combinatie met een kleine beweging wordt omgezet in een grote beweging met een kleine kracht. In het oude China bestonden slingerarmkatapulten al voor het begin van onze jaartelling: in de teksten van de Chinees filosoof Mozi uit de 4e eeuw v.Chr. wordt de jiche beschreven, waarschijnlijk de eerste slingerarmkatapult in de geschiedenis. Deze katapulten werden op de muren geplaatst ter verdediging van steden en versterkingen. In de eeuwen na het begin van onze jaartelling werden in China  verschillende slingerarmkatapulten uitgevonden; rond de 5e eeuw verscheen de Xuanfeng Pao "wervelwindkatapult", in de 8e eeuw opgevolgd door de Sijiao Pao "viervoetige katapult" en Hudun Pao "ineengedoken-tijger-katapult". De slingerarmkatapulten vonden vanuit China hun weg naar het westen, waar de eerste machines door het Byzantijnse Rijk werden gebruikt. In zijn Strategikon schrijft de Byzantijnse keizer Mauricius over een slingerarmkatapult, een "naar twee kanten draaiende ballista". Vanaf de 11e eeuw verschenen deze katapulten ook in Europa: een vroege Europese slingerarmkatapult is de 11e-eeuwse pierrière, die met 6 tot 8 trekkrachten projectielen tot circa 10 kg tot 60 meter weg kon slingeren. De bricole uit de 12e eeuw heeft een contragewicht, waardoor deze veel krachtiger is. Een bricole kon projectielen van 30 kg tot 80 meter wegslingeren, maar had ook meer mankracht (20 man) nodig om het zware contragewicht naar beneden te trekken. De nog zwaardere mangonel (Middeleeuws Latijn manganellus, van Latijn manganum, van Grieks mànganon "slingermachine") stamt ook uit de 12e eeuw en kon projectielen van 100 kg wegslingeren. Een dergelijk belegeringswapen dat steenkogels van 185 kilogram wegslingerde werd in 1218 gebruikt bij de belegering van Damietta.
De wetenschap in de middeleeuwse islamitische wereld was in de vroege middeleeuwen hoger ontwikkeld dan in Europa. Tijdens de kruistochten kwamen de Europese legers tegenover dichtbevolkte en goed verdedigde steden als Antiochië, Jeruzalem en Constantinopel te staan en de Europeanen kwamen daar al snel tot de ontdekking dat de Saracenen hun zware wapens veel effectiever gebruikten dan zijzelf. Tijdens het beleg van Tyrus in 1124 zagen de kruisvaarders dat de afstandswapens van belegerden stukken doeltreffender waren dan hun eigen geschut. Ze riepen daarop de hulp in van de Armeniër Havedik uit Antiochië, die de kennis had om hun wapens om te bouwen en optimaal af te stellen, waardoor deze net zo krachtig en nauwkeurig werden als die van hun tegenstanders. Deze kennis werd meegenomen naar Europa, waar die hard nodig was vanwege de radicale transformatie van vestingwerken in de vroege middeleeuwen. Palissades en donjons waren vervangen door vrijwel onneembare stenen forten en kastelen. De in het Heilige Land opgedane kennis, een hernieuwde kennismaking met de militaire technologie uit de oudheid en een toename van conflicten tussen de Europese heersers leidde in de 12e eeuw tot een opleving van de belegeringsoorlogvoering. Tijdens het beleg van Ascalon in 1153 konden de kruisvaarders hun nieuw opgedane kennis reeds met succes in praktijk brengen.
De trebuchet was een nog zwaardere slingerarmkatapult met een contragewicht van enkele tot bijna twintig ton, die niet door mankracht maar door de zwaartekracht wordt aangedreven. Een trebuchet kan makkelijk projectielen van 100 kg honderden meters wegslingeren, maar sommige zeer grote trebuchets konden rotsblokken van meer dan duizend kilogram wegslingeren.
Na de ontdekking van het buskruit werden katapulten als artilleriewapens uiteindelijk geheel vervangen door de in de 14e eeuw uitgevonden kanonnen. De laatst ontwikkelde katapult couillard uit de 14e eeuw kon vanwege zijn hoge vuursnelheid en gebruiksvriendelijkheid de concurrentie met vuurwapens nog geruime tijd aan en bleef tot zeker de 16e eeuw in gebruik.

## Moderne tijd

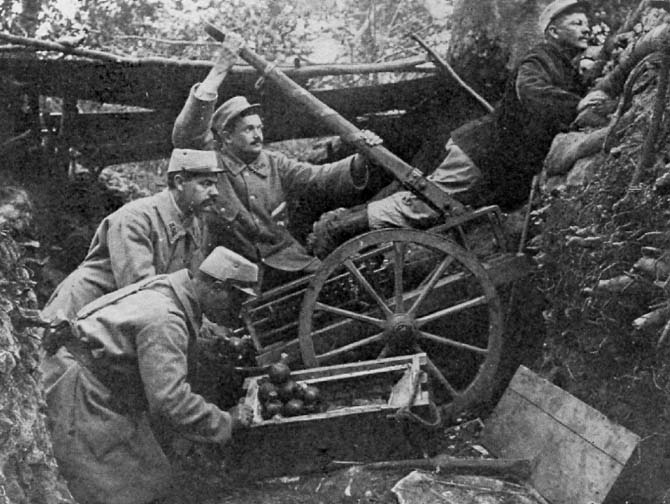
Granaatwerpende katapult tijdens de Eerste Wereldoorlog

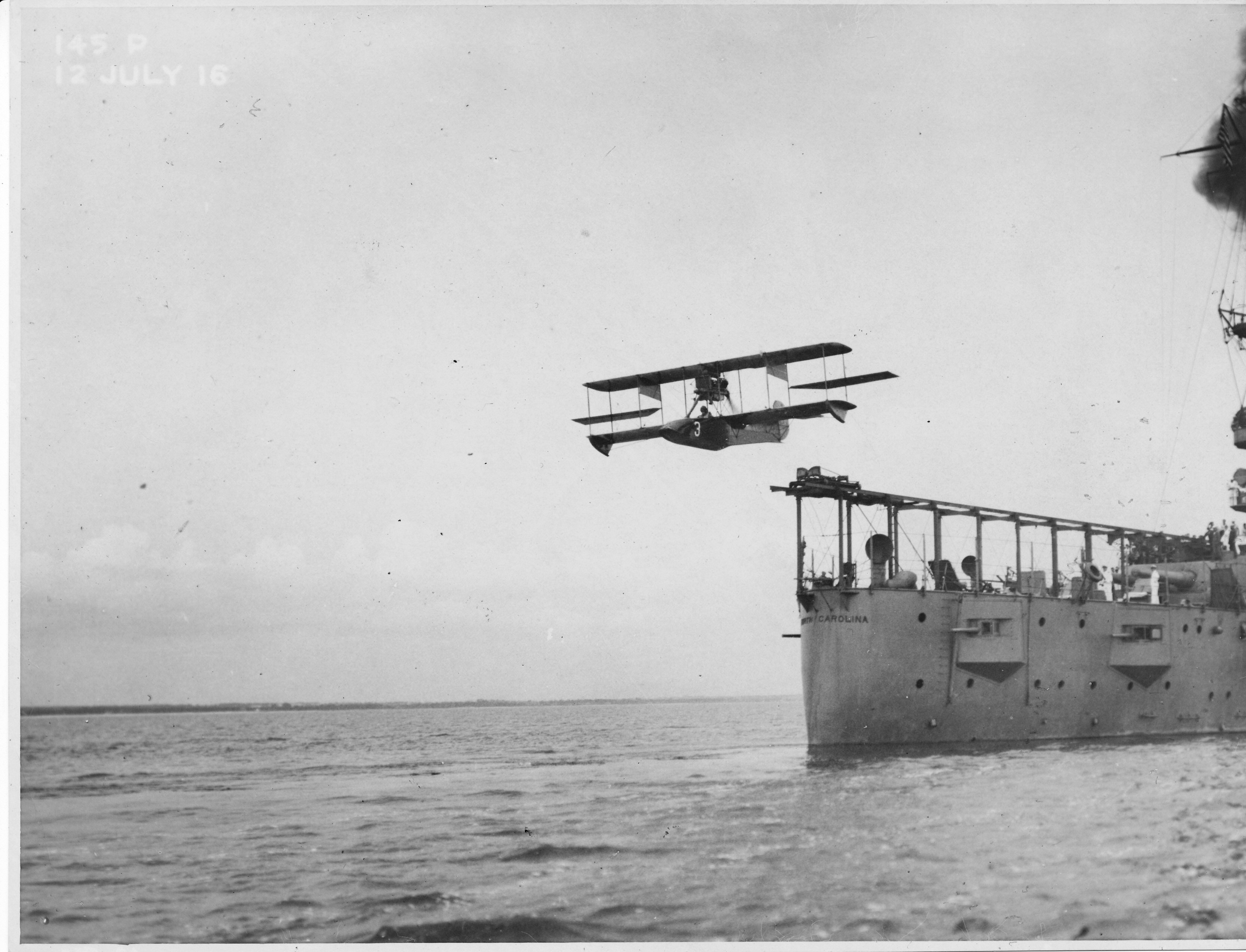
Vliegtuiglancering in 1916

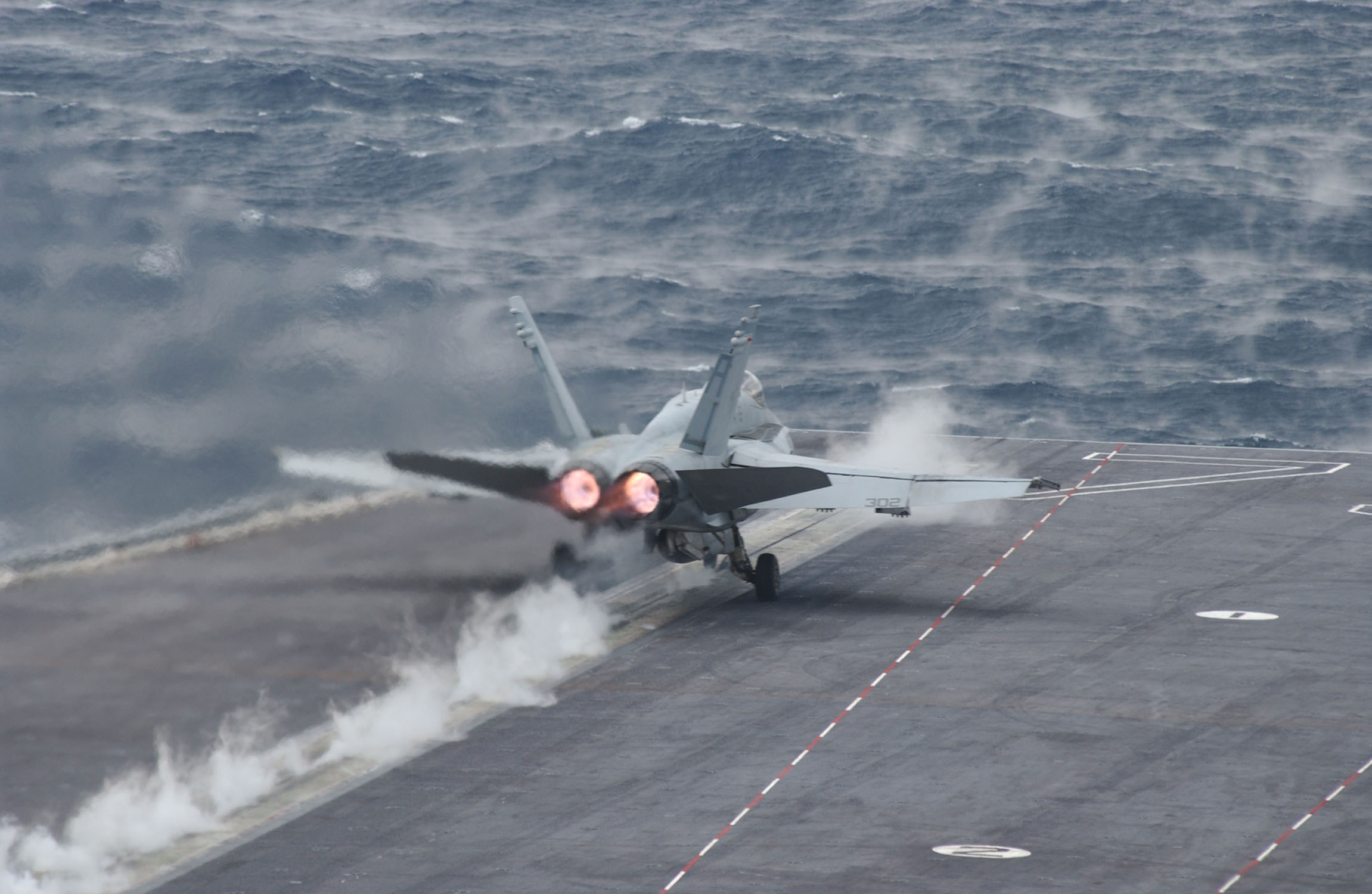
Een F/A-18 Hornet wordt met een katapult gelanceerd

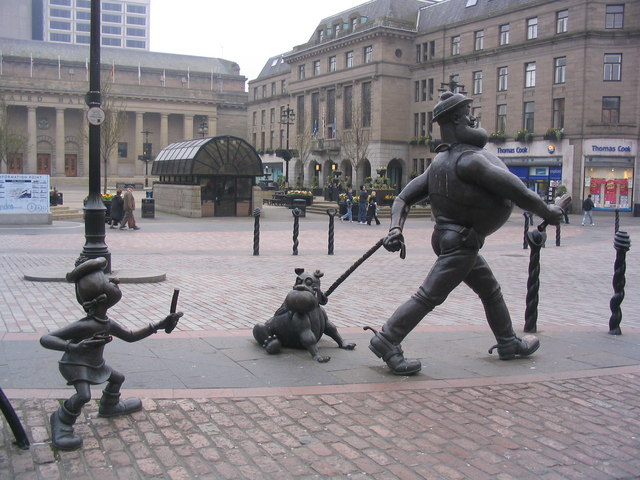
Standbeeld van deugniet Minnie the Minx met katapult in Dundee (uit de Britse comicreeks The Beano)

Tijdens de Eerste Wereldoorlog werden voor specifieke taken sporadisch nog katapulten gebruikt, maar daarna werd de katapult in het leger enkel nog als lanceerinstallatie voor kruisvluchtwapens en vliegtuigen gebruikt. Verder bestaan er allerlei speelgoedkatapulten en wordt de katapult als sportartikel gebruikt.

### Militair gebruik

#### Granaatwerper
In de Eerste Wereldoorlog werd een katapult met stalen veren door het Franse leger gebruikt om granaten naar de vijandelijke loopgraven te schieten. Deze katapulten werden later vervangen door mortieren.

#### Lanceer-katapult
In het begin van de 20e eeuw werd geëxperimenteerd met pneumatische katapulten om vliegtuigen vanaf schepen te lanceren. In 1912 werd voor het eerst met succes een vliegtuig van een voor anker liggend schip gelanceerd en op 5 november 1915 vond de eerste katapultlancering vanaf een varend schip plaats.
In de Tweede Wereldoorlog lanceerden de Duitsers de V1-kruisvluchtwapens (onbemande straalvliegtuigen) met behulp van pneumatische katapultinstallaties.
In 1950 installeerde de Britse marine de eerste katapult op stoomkracht op haar vliegdekschip HMS Perseus. De Amerikaanse marine nam deze uitvinding over en gebruikt de stoomkatapult op Amerikaanse vliegdekschepen om vertrekkende vliegtuigen te versnellen tijdens de start. Het Amerikaanse vliegdekschip USS Gerald R. Ford is het eerste vliegdekschip met een elektromagnetische katapult; het Electromagnetic Aircraft Launch System (EMALS).
Lichte onbemande luchtvaartuigen voor luchtverkenning, surveillance en het inwinnen van militaire inlichtingen zoals de Boeing ScanEagle en RQ-7 Shadow worden met een pneumatische railkatapult gelanceerd.

### Civiel gebruik

#### Speelgoed
In het Nederlands taalgebied wordt met een katapult ook een speelgoedwapen aangeduid. Dit is een handkatapult, bestaande uit een Y-vormig stuk hout, vaak gewoon een gevorkte tak. Aan de twee armen van de katapult zijn twee stukken rubber of elastiek bevestigd, die zijn bevestigd aan een strookje leer waarin het projectiel wordt geplaatst. Met een dergelijke katapult kunnen steentjes of specifiek daarvoor bedoelde projectielen zoals ronde stalen kogels of knikkers worden weggeschoten. Handkatapulten worden vaak gehanteerd door bengels en deugnieten in (strip-)boeken en televisieseries, zoals Pietje Bell, Tom Sawyer, Dennis the Menace en Bart Simpson.
Dit soort katapult werd oorspronkelijk voor de jacht gebruikt. Met kogels en stenen als projectiel kunnen kleine dieren worden gedood, maar het is ook mogelijk om pijlen met een katapult af te schieten, waarmee op grotere dieren kan worden gejaagd. Bij de jacht op vogels worden meestal meerdere projectielen tegelijk afgeschoten, waarmee een vergelijkbaar effect werd bereikt als met een hagelpatroon in een modern hagelgeweer. Het effectieve bereik is wel kleiner dan bij een vuurwapen. Moderne jachtkatapulten zijn meestal van staal gemaakt. Vanwege de eenvoudige constructie wordt de katapult ook wel als militair wapen gebruikt, voornamelijk door guerrillastrijders, opstandelingen en verzetsstrijders, die vaak geen toegang tot moderne wapens hebben.
Hoewel soms als speelgoed beschouwd, kan een krachtige katapult voorwerpen met een grote kinetische energie wegschieten en ernstig letsel veroorzaken. Dit soort katapulten, alsook slingers, vallen in Nederland derhalve onder de verboden wapens (Wet wapens en munitie artikel 2, ten 6e). Na de laatste wapenwetaanpassingen is het in België een vrij verkrijgbaar wapen en dus niet meer verboden.
Kleine speelgoedmodellen van katapulten zijn wel vrij te koop, zoals de katapultbouwdozen van Italeri en katapulten van LEGO en Playmobil. Ook zijn er bouwmodeldozen van allerlei houten katapulten. Bij live action role-playing games, reënscenering en levende geschiedenis worden ook wel nagebouwde katapulten uit de oudheid gebruikt.

#### Sport
- Schietsport - Bij kleiduivenschieten wordt een katapult gebruikt, om de kleiduiven (ronde uit gedroogde klei bestaande schijven) door de lucht te schieten zodat men daarop kan schieten.
- Katapultcompetitie - In verschillende landen is er een katapultschietcompetitie. Er wordt, in België en Italië, met glazen knikkers geschoten op doelen die op 10 meter opgesteld staan. In Spanje en Tsjechië gebruikt men respectievelijk stalen en loden balletjes.
- Visserij - Sportvissers gebruiken soms een katapult voor het wegschieten van verschillende soorten aas. Het gebruik in Nederland is juridisch omstreden, omdat vissers en overheid van mening verschillen over of het een speelgoed of een wapen is.[35]

## Naamgeving
Etymologisch komt het Nederlandse woord katapult van het Latijnse catapulta, dat weer is gebaseerd op het Griekse καταπέλτης (katapeltēs), een verbinding van de woorden κατά (kata) "neer" en πάλλω (pallō) "werpen". Een verouderd woord voor katapult is blijde: het Middelnederlandse woord blijde komt van het Middeleeuws Latijnse woord blida "katapult", van Latijn ballista, van Grieks βαλλίστρα ballistra, afgeleid van βάλλω ballō, "gooien".
De naamgeving van de verschillende katapulten is niet eenduidend, waardoor er vaak verwarring is over wat voor soort katapult bedoeld wordt. Schrijvers uit de oudheid gebruikten soms de term ballista voor alle tweearmige katapulten en catapulta voor eenarmige katapulten. De namen van tweearmige katapulten werden zowel vroeger als heden vaak door elkaar gehaald. Zo is de middeleeuwse arcuballista een grote belegeringskruisboog op een houten onderstel, die bij het spangeschut hoort; deze wordt echter ook vaak ballista genoemd, een torsiewapen. Hoewel ze niet op elkaar lijken worden de scorpio en cheiroballistra ook heden nog heel vaak door elkaar gehaald. Ammianus meldt dat de onager vroeger ook wel tormentum of scorpio werd genoemd. De mobiele variant van de compacte ballista heet de carroballista, maar zware boogwapens zoals de lepelblijde worden soms ook carroballista genoemd als ze op wielen staan. De lepelblijde is een geval apart: de laatste jaren wordt betwijfeld of de moderne replica's van dit wapen ooit in deze vorm hebben bestaan. Mogelijk was de lepelblijde geen spanboogkatapult, maar een onager met lepelarm, een hybride torsie-slingerarmkatapult of een slingerarmkatapult met contragewicht.
Steenwerpende katapulten werden vaak lithobolos (Grieks: λιθοβόλος) of petrobolos (πετροβόλος) genoemd, maar hier konden allerlei soorten katapulten mee bedoeld worden. De petroboloi waarmee de Phocische generaal Onomarchus tijdens de Derde Heilige Oorlog in 353 v.Chr. de falanx van Philippus II van Macedonië versloeg waren mogelijk oxybelai. Tijdens het beleg van Halicarnassus in 334 v.Chr. en het beleg van Tyrus in 332 v.Chr. zette Alexander de Grote lithoboloi in; dit waren palintones, Griekse steenwerpende ballista's. De 50 petroboloi die de Avaren en Slaven in 597 inzetten bij de belegering van Thessaloniki waren weer geheel andere katapulten, namelijk trekslingerarmkatapulten, vergelijkbaar met de Chinese Xuanfeng Pao en de 11e-eeuwse pierrière. In de middeleeuwen werd een steenwerpende katapult ook wel petraria, van Griekse petra "rots", genoemd; deze term is nog terug te vinden in perrière en pierrière (Frans), petriera (Italiaans), perrier en petrary (Engels). De trebuchet is een volledig op zwaartekracht werkende slingerarmkatapult, maar andere slingerarmkatapulten worden soms ook wel trebuchet genoemd.